# Ludwig Einicke
Ludwig Einicke (* 12. August 1904 in Nordhausen; † 11. Oktober 1975 in Berlin) war ein deutscher Politiker (SED). Er war langjähriger Direktor des Instituts für Marxismus-Leninismus beim ZK der SED.

## Leben
Einicke wurde 1904 als Sohn eines Angestellten und einer Schneiderin geboren. Er besuchte die Volksschule und absolvierte von 1918 bis 1922 eine Ausbildung zum Modelltischler. Ab 1919 war er Mitglied der Jugendorganisation Sozialistische Proletarierjugend der Unabhängigen Sozialdemokratischen Partei Deutschlands (USPD). 1920 begründete er den Kommunistischen Jugendverband Deutschlands (KVJD) in Nordhausen mit. Wegen seiner politischen Tätigkeiten wurde er 1923 verhaftet und befand sich elf Monate lang in der U-Haft in Erfurt. 1925 wurde er Mitglied der Kommunistischen Partei Deutschlands (KPD). 1926 bis 1927 war er als Unterbezirksleiter des KJVD und 1927 bis 1928 als Unterbezirksleiter der KPD tätig. Außerdem war er Mitglied der Revolutionären Gewerkschafts-Opposition (RGO) und der Internationalen Arbeiterhilfe (IAH). Zwischen 1928 und 1932 wurde er wegen mehrerer Pressevergehen verhaftet und wegen der Teilnahme an verbotenen Demonstrationen zu insgesamt zwölf Monaten Gefängnis verurteilt. Von 1932 bis 1934 besuchte er die Internationale Lenin-Schule in Moskau und kehrte anschließend nach Saarbrücken zurück. 1934/35 war er als Berater des ZK des KJVD in den Bezirken Berlin und Wasserkante (Hamburg) tätig. Im Januar 1935 wurde er wegen seiner antifaschistischen Tätigkeiten in Eckernförde verhaftet und für "Vorbereitung zum Hochverrat" zu drei Jahren Zuchthaus verurteilt. Nach dem Zuchthaus wurde er bis zum Ende des Krieges in verschiedenen Konzentrationslagern festgehalten, u. a. im KZ Papenburg, KZ Majdanek, KZ Buchenwald, KZ Auschwitz und KZ Mauthausen.

## Nachkriegszeit
Im Juli 1945 kehrte Einicke nach Berlin zurück. In Halle (Saale) wurde er zunächst Redakteur der „Volkszeitung“ und dann Sekretär für Agitation und Propaganda der KPD-Landesleitung von Sachsen-Anhalt. 1946 wurde er Mitglied der SED und gehörte von 1946 bis 1950 dem Sekretariat des SED-Landesvorstandes sowie dem Landtag von Sachsen-Anhalt an. Nach der Flucht des Volksbildungsministers von Sachsen-Anhalt Ernst Thape nach Westdeutschland im November 1948 und der darauf folgenden Absetzung seines Stellvertreters, des Ministerialdirektors Otto Halle, wurde er als Nachfolger Halles zum Ministerialdirektor und Leiter der Zentralabteilung im Ministerium für Volksbildung von Sachsen-Anhalt ernannt. Als solcher leitete er vier Monate lang das Ministerium bis zur Einsetzung des neuen Ministers Richard Schallock am 22. März 1949 und hatte diese Funktion bis 1950 inne. Anschließend war er von Mitte 1950 bis 1952 Abteilungsleiter bzw. Sekretär in der SED-Landesleitung Thüringen und absolvierte ein Fernstudium an der Parteihochschule Karl Marx, das er 1953 abschloss. Von August bis Dezember 1952 fungierte er als 2. Sekretär der neugebildeten SED-Bezirksleitung Erfurt. Im August 1953 wurde er als Nachfolger von Anton Ackermann Direktor des Marx-Engels-Lenin-Stalin-Instituts, was er bis 1962 blieb. Er war verantwortlich für die Beschlussfassung des ZK der SED über die Herausgabe der Marx-Engels-Werke in 39 Bänden auf der Grundlage der russischen Werkausgabe. Von 1958 bis 1962 war er Chefredakteur der „Beiträge zur Geschichte der Arbeiterbewegung“. Am 6. Mai 1955 erhielt er den Vaterländischen Verdienstorden in Silber und 1958 die Medaille für Kämpfer gegen den Faschismus 1933 bis 1945. Von 1962 bis 1969 war er stellvertretender Direktor der Deutschen Staatsbibliothek und wurde außerdem noch Mitglied des Präsidiums des Komitees der Antifaschistischen Widerstandskämpfer. Im Jahr 1969, in dem er in den Ruhestand eintrat, bekam er den Karl-Marx-Orden verliehen. Auch danach war er noch bis zu seinem Tod als politischer Mitarbeiter im Komitee der Antifaschistischen Widerstandskämpfer tätig. In seinen letzten Jahren war er außerdem Redakteur der Zeitschrift Der antifaschistische Widerstandskämpfer. Im Jahr 1974 bekam er die Ehrenspange zum Vaterländischen Verdienstorden verliehen.